# Kaldejska katoliška cerkev
Kaldejska katoliška cerkev ali Kaldejska babilonska cerkev (arabsko: الكنيسة الكلدانية [al-kanīsä 'l-kaldāniyyä]) spada med katoliške cerkve vzhodnega obreda in je v polnem občestvu z Rimskokatoliško cerkvijo. Cerkev nima direktne zveze s Kaldejo in Kaldejci iz starejše zgodovine. Ustanovljena je bila v 15.-17. stoletju z odcepitvijo od Asirske cerkve. Danes šteje 600000 do 700000 vernikov.  2003-12 jo je vodil patriarh Mar Emanuel III. Deli, ki je 2007 kot prvi kaldejski patriarh postal kardinal. To je od 2018 tudi njegov naslednik, Louis Raphaël I Sako.
Opomba: Obstaja tudi Kaldejska sirska cerkev, ki ni ista cerkev kot Kaldejska katoliška cerkev.
V 15. stoletju je Asirska cerkev sprejela sklep, da lahko postanejo patriarhi samo člani rodbine takratnega patriarha Mar Šimuna IV. Leta 1552 so nasprotniki te rodbine izvolili drugega patriarha Mar Johanana VIII. Soulaka. Ta je hitro dogovoril za zavezništvo z Rimskokatoliško cerkvijo. Njegov naslednik Mar Šimun XIII. Dinkha je leta 1662 prekinil zavezništvo z Rimom in se podredil patriarhu iz prej omenjene rodbine Mar Šimuna IV. Nekaj vernikov pa je ostalo zvestih Rimskokatoliški cerkvi - to skupino štejemo za začetek Kaldejske katoliške cerkve.
Kaldejska katoliška cerkev je potem ostala povezana z Rimskokatoliško cerkvijo, a šele leta 1830 je zavezništvo prerastlo v polno občestvo. Takrat je Rim voditelju Kaldejske katoliške cerkve priznal uradni naziv babilonsko-kaldejski patriarh.
Od leta 1996 se izboljšujejo odnosi med Kaldejsko katoliško cerkvijo in Asirsko cerkvijo.
Med znanimi pripadniki Kaldejske katoliške cerkve je bil Tarik Aziz, minister in podpredsednik vlade Sadama Huseina.